# Cuarteto Tetzlaff
El Cuarteto Tetzlaff es un cuarteto de cuerda alemán formado en 1994. Hasta la fecha, el cuarteto ha publicado diversas grabaciones discográficas, de las cuales, la grabación de 2014 de la Suite lírica de Berg y el Cuarteto Op. 13 de Mendelssohn  recibió un Diapason d'Or, de premio y fue una Elección del Editor para la Revista Gramophone

## Miembros
Los actuales miembros del cuarteto son:
- Christian Tetzlaff - primer violín
- Elisabeth Kufferath - segundo violín
- Hanna Weinmeister - viola. Ha sido galardonada en numerosas competiciones internacionales, entre ellas el Concurso Internacional de Mozart en Salzburgo, el Concurso Internacional Jacques Thibaud y el Premio Internacional Parkhouse en Londres.
- Tanja Tetzlaff - chelo

## Trayectoria
Durante la temporada 2018/19, el Cuarteto se presenta en toda Europa, incluyendo conciertos en la Gewandhaus Leipzig, la Philharmonie Luxembourg y la Boulezsaal en Berlín.
Son invitados frecuentes en festivales internacionales como el Berliner Festwochen, el Festival de Música de Schleswig-Holstein y el Musikfest de Bremen. Otros conciertos recientes incluyen actuaciones en el Wigmore Hall, Konzerthaus Berlin, Philharmonie de Paris, Carnegie Hall, Wiener Musikverein, Concertgebouw de Ámsterdam y Queen Elizabeth Hall.
Su último álbum lanzado en 2017 en el sello Ondine, reúne la música de Schubert y Haydn. Anteriormente, una grabación de la Suite Lírica de Berg y el Cuarteto de Cuerdas No.2 de Mendelssohn se lanzó en noviembre de 2014 y fue una Elección del Editor de la Revista Gramophone. Avi lanzó en 2010 su primera grabación, que empareja el Cuarteto de Cuerdas No.1 de Schoenberg con Voces íntimas de Sibelius.

## Discografía
- Sibelius y Schoenberg: Cuartetos de Cuerda (2010). Avi-music AVI8553202
- Mendelssohn Cuarteto Op. 13 - Berg Lyric Suite (2014). Avi-music AVI8553266
- Schubert-Haydn: Cuartetos de Cuerda (2017). Ondine ODE 1293-2